# Mesopotamía (Kastoriá)
Mesopotamía, en grec moderne : Μεσοποταμία, est un village et un ancien dème du district régional de Kastoriá, en Macédoine-Occidentale, Grèce. Depuis 2010, il est fusionné au sein du dème de Kastoriá.
Selon le recensement de 2011, la population du dème s'élève à 4 224 habitants tandis que celle du village compte 2 099 habitants.